# Ludivine Aubert
Ludivine Aubert (4 de septiembre de 2002) es una deportista de Francia que compite en atletismo. Ganó una medalla de plata en el Campeonato Mundial de Atletismo Sub-20 de 2021, en la prueba de 400 m vallas.